# Llista de monuments de Tordera
Llista de monuments de Tordera inclosos en l'Inventari del Patrimoni Arquitectònic Català per al municipi de Tordera (Maresme). Inclou els inscrits en el Registre de Béns Culturals d'Interès Nacional (BCIN) amb la classificació de monuments històrics, els béns culturals d'interès local (BCIL) de caràcter immoble i la resta de béns arquitectònics integrants del patrimoni cultural català.
| Monument                                                 | Protecció    | Estil/època                                                   | Localització                                | Coordenades                                          | Codi?         | Imatge |
| -------------------------------------------------------- | ------------ | ------------------------------------------------------------- | ------------------------------------------- | ---------------------------------------------------- | ------------- | --- |
| Can Toni Joan                                            | BCIN 1635-MH | XVI                                                           | Tordera Trencall ctra. de Tordera a Blanes  | 41° 41′ 00″ N, 2° 45′ 37″ E / 41.683222°N,2.760278°E | RI-51-0005743 | Can Toni Joan (Tordera) · Vegeu més fotos d'aquest monument · Carregueu una nova foto d'aquest monument                                            |
| Monestir de Roca-rossa                                   | BCIL 2004    | Romànic XII-XIII                                              | Tordera                                     | 41° 41′ 50″ N, 2° 38′ 28″ E / 41.69712°N,2.64117°E   | IPA-465       | Monestir de Roca-rossa (Tordera) · Vegeu més fotos d'aquest monument · Carregueu una nova foto d'aquest monument                                   |
| Església parroquial de Sant Esteve                       | BCIL 2004    | Romànic, gòtic, barroc, neoclassicisme XI-XII, XVI, XVIII-XIX | Tordera Pl. de l'Església                   | 41° 42′ 06″ N, 2° 43′ 08″ E / 41.70175°N,2.71887°E   | IPA-9226      | Església parroquial de Sant Esteve (Tordera) · Vegeu més fotos d'aquest monument · Carregueu una nova foto d'aquest monument                       |
| Mas Sant Jaume, o Ca la Pilar                            | BCIL 2004    | Obra popular XVI                                              | Tordera                                     | 41° 41′ 39″ N, 2° 43′ 04″ E / 41.6941°N,2.71767°E    | IPA-9229      | Mas Sant Jaume (Tordera) · Vegeu més fotos d'aquest monument · Carregueu una nova foto d'aquest monument                                           |
| Can Camps                                                | BCIL         | Obra popular XIX                                              | Tordera Camí de Roca-rossa                  | 41° 41′ 35″ N, 2° 38′ 33″ E / 41.6931°N,2.64253°E    | IPA-9231      | Carregueu una nova foto d'aquest monument |
| Capella de Sant Pere                                     | BCIL 2004    | Barroc XVII                                                   | Tordera Camí de la capella de Sant Pere     | 41° 42′ 38″ N, 2° 43′ 38″ E / 41.71069°N,2.72709°E   | IPA-9232      | Capella de Sant Pere (Tordera) · Vegeu més fotos d'aquest monument · Carregueu una nova foto d'aquest monument                                     |
| Capella de Sant Andreu de Tordera                        | BCIL 2004    | Romànic XI                                                    | Tordera Camí de Can Bofill                  | 41° 41′ 02″ N, 2° 41′ 46″ E / 41.68393°N,2.6961°E    | IPA-9233      | Capella de Sant Andreu de Tordera (Tordera) · Vegeu més fotos d'aquest monument · Carregueu una nova foto d'aquest monument                        |
| Can Ricastell                                            |              | Obra popular XIV                                              | Tordera Camí Vallmanya, km 1,5              | 41° 41′ 11″ N, 2° 41′ 22″ E / 41.68634°N,2.68953°E   | IPA-9234      | Can Ricastell (Tordera) · Vegeu més fotos d'aquest monument · Carregueu una nova foto d'aquest monument                                            |
| Carrer dels Ferrers                                      |              | Obra popular                                                  | Tordera                                     | 41° 42′ 05″ N, 2° 43′ 05″ E / 41.70152°N,2.71818°E   | IPA-9236      | Carrer dels Ferrers (Tordera) · Vegeu més fotos d'aquest monument · Carregueu una nova foto d'aquest monument                                      |
| Carrer de Santa Llúcia                                   |              | Obra popular XVIII-XX                                         | Tordera C. de Santa Llúcia                  | 41° 42′ 01″ N, 2° 43′ 10″ E / 41.70027°N,2.71952°E   | IPA-9237      | Carrer de Santa Llúcia (Tordera) · Vegeu més fotos d'aquest monument · Carregueu una nova foto d'aquest monument                                   |
| Mirador de la plaça de la Vila                           |              | Obra popular XX                                               | Tordera Pl. de la Vila                      | 41° 42′ 07″ N, 2° 43′ 07″ E / 41.70201°N,2.71861°E   | IPA-9239      | Mirador de la plaça de la Vila (Tordera) · Vegeu més fotos d'aquest monument · Carregueu una nova foto d'aquest monument                           |
| Capella de Sant Ponç de Tordera                          | BCIL 2004    | Romànic, barroc XI, XVII                                      | Tordera Ctra, Fogars-Tordera, passat km 3   | 41° 42′ 32″ N, 2° 40′ 22″ E / 41.70895°N,2.67285°E   | IPA-9240      | Capella de Sant Ponç (Tordera) · Vegeu més fotos d'aquest monument · Carregueu una nova foto d'aquest monument                                     |
| Capella de Sant Vicenç                                   | BCIL 2004    | Romànic, barroc XI-XII                                        | Tordera Ctra. Tordera-Fogars, km 2          | 41° 43′ 15″ N, 2° 41′ 55″ E / 41.72095°N,2.69857°E   | IPA-9241      | Capella de Sant Vicenç (Tordera) · Vegeu més fotos d'aquest monument · Carregueu una nova foto d'aquest monument                                   |
| Església de Sant Llop d'Hortsavinyà                      | BCIL 2004    | Barroc XVII-XVIII                                             | Tordera Camí de Tordera a Hortsavinyà       | 41° 40′ 04″ N, 2° 37′ 43″ E / 41.667811°N,2.628714°E | IPA-9243      | Església de Sant Llop d'Hortsavinyà (Tordera) · Vegeu més fotos d'aquest monument · Carregueu una nova foto d'aquest monument                      |
| Capella de la Mare de Déu de l'Erola, creu de terme      |              | Obra popular XVIII                                            | Tordera Camí Vallmanya-Hortsavinyà          | 41° 40′ 10″ N, 2° 38′ 03″ E / 41.6695°N,2.63405°E    | IPA-9244      | Capella de la Mare de Déu de l'Erola (Tordera) · Vegeu més fotos d'aquest monument · Carregueu una nova foto d'aquest monument                     |
| Can Bofill                                               |              | Obra popular XVIII-XIX                                        | Tordera Camí de Vallmanya                   | 41° 41′ 15″ N, 2° 41′ 59″ E / 41.68754°N,2.69981°E   | IPA-9245      | Can Bofill (Tordera) · Vegeu més fotos d'aquest monument · Carregueu una nova foto d'aquest monument                                               |
| Església de Sant Miquel de Vallmanya i casa del sagristà | BCIL 2004    | Barroc XVII                                                   | Tordera Camí de Tordera a Hortsavinyà       | 41° 40′ 22″ N, 2° 39′ 13″ E / 41.672914°N,2.653497°E | IPA-9249      | Església de Sant Miquel de Vallmanya i casa del sagristà (Tordera) · Vegeu més fotos d'aquest monument · Carregueu una nova foto d'aquest monument |
| Església de Sant Pere de Riu o Sant Pere de Pineda       | BCIL 2004    | Romànic, barroc XI, XVIII                                     | Tordera Sant Pere de Riu                    | 41° 38′ 50″ N, 2° 40′ 40″ E / 41.64722°N,2.67773°E   | IPA-9251      | Església de Sant Pere de Riu (Tordera) · Vegeu més fotos d'aquest monument · Carregueu una nova foto d'aquest monument                             |
| Mas Bofí                                                 |              | Obra popular XVIII-XIX                                        | Tordera Camí d'Hortsavinyà                  | 41° 39′ 02″ N, 2° 40′ 03″ E / 41.65063°N,2.66756°E   | IPA-9256      | Carregueu una nova foto d'aquest monument |
| Can Pasqual                                              |              | Obra popular, gòtic tardà XVI-XVII                            | Tordera Sant Vicenç, 3                      | 41° 42′ 41″ N, 2° 41′ 49″ E / 41.711479°N,2.697006°E | IPA-9257      | Can Pasqual (Tordera) · Vegeu més fotos d'aquest monument · Carregueu una nova foto d'aquest monument                                              |
| Mas Talleda                                              |              | Obra popular XVI-XVII                                         | Tordera Camí de Sant Ot o Sant Tou          | 41° 41′ 42″ N, 2° 40′ 33″ E / 41.6949°N,2.67581°E    | IPA-9258      | Mas Telleda (Tordera) · Vegeu més fotos d'aquest monument · Carregueu una nova foto d'aquest monument                                              |
| Església de Sant Tou                                     | BCIL 2004    | Barroc XVI                                                    | Tordera Ctra. Tordera-Fogars                | 41° 41′ 44″ N, 2° 40′ 45″ E / 41.69568°N,2.67911°E   | IPA-9259      | Església de Sant Tou (Tordera) · Vegeu més fotos d'aquest monument · Carregueu una nova foto d'aquest monument                                     |
| Masia de Can Burgada                                     | BCIL         | Obra popular                                                  | Tordera Camí Tordera-Vallmanya              | 41° 40′ 27″ N, 2° 39′ 38″ E / 41.67429°N,2.66046°E   | IPA-9260      | Masia Can Burgada (Tordera) · Vegeu més fotos d'aquest monument · Carregueu una nova foto d'aquest monument                                        |
| Can Tost                                                 |              | Obra popular XVIII-XIX                                        | Tordera Camí de Vallmanya, 1 km             | 41° 41′ 14″ N, 2° 41′ 34″ E / 41.68723°N,2.69274°E   | IPA-9261      | Can Tost (Tordera) · Vegeu més fotos d'aquest monument · Carregueu una nova foto d'aquest monument                                                 |
| Masia de Can Pica                                        | BCIL         | Gòtic, obra popular XV-XVI, XVIII-XIX                         | Tordera Camí Pineda-Tordera                 | 41° 40′ 08″ N, 2° 37′ 24″ E / 41.66895°N,2.62327°E   | IPA-9262      | Masia de Can Pica (Tordera) · Vegeu més fotos d'aquest monument · Carregueu una nova foto d'aquest monument                                        |
| Can Pruna                                                |              | Obra popular XVIII                                            | Tordera Ctra. Blanes-Tordera                | 41° 42′ 13″ N, 2° 45′ 43″ E / 41.70367°N,2.76191°E   | IPA-9263      | Can Pruna (Tordera) · Vegeu més fotos d'aquest monument · Carregueu una nova foto d'aquest monument                                                |
| Capella de Sant Daniel de Tordera                        |              | Barroc XVI-XVII                                               | Tordera Ctra. Tordera-Blanes                | 41° 42′ 11″ N, 2° 45′ 42″ E / 41.70297°N,2.7616°E    | IPA-9264      | Capella de Sant Daniel de Tordera (Tordera) · Vegeu més fotos d'aquest monument · Carregueu una nova foto d'aquest monument                        |
| Can Tió                                                  |              | Obra popular XVII                                             | Tordera Ctra. Blanes-Tordera                | 41° 41′ 50″ N, 2° 45′ 00″ E / 41.69719°N,2.75003°E   | IPA-9265      | Can Tió (Tordera) · Vegeu més fotos d'aquest monument · Carregueu una nova foto d'aquest monument                                                  |
| Can Gelmar Vell, Can Jalmar o Can Jauma                  |              | Obra popular, gòtic XV-XVI, XX                                | Tordera Can Gelmar                          | 41° 43′ 41″ N, 2° 42′ 09″ E / 41.72817°N,2.70257°E   | IPA-26723     | Can Gelmar Vell (Tordera) · Vegeu més fotos d'aquest monument · Carregueu una nova foto d'aquest monument                                          |
| Can Caselles                                             | BCIL 2004    | Obra popular XIII, XV                                         | Tordera                                     | 41° 41′ 29″ N, 2° 42′ 48″ E / 41.69143°N,2.71339°E   | IPA-34992     | Can Caselles (Tordera) · Vegeu més fotos d'aquest monument · Carregueu una nova foto d'aquest monument                                             |
| Can Montsant                                             | BCIL 2004    |                                                               | Tordera                                     | 41° 41′ 05″ N, 2° 36′ 49″ E / 41.68460°N,2.61351°E   | IPA-34993     | Carregueu una nova foto d'aquest monument |
| Can Portell                                              | BCIL 2004    |                                                               | Tordera                                     | 41° 40′ 03″ N, 2° 37′ 29″ E / 41.66738°N,2.62484°E   | IPA-34994     | Can Portell (Tordera) · Vegeu més fotos d'aquest monument · Carregueu una nova foto d'aquest monument                                              |
| Can Claric                                               | BCIL 2004    | XVIII                                                         | Tordera                                     | 41° 40′ 02″ N, 2° 38′ 10″ E / 41.667235°N,2.636023°E | IPA-34995     | Carregueu una nova foto d'aquest monument |
| Can Cuqueta                                              | BCIL 2004    |                                                               | Tordera Hortsavinyà                         |                                                      | IPA-35012     | Carregueu una nova foto d'aquest monument |
| Cementiri municipal                                      | BCIL 2004    | Obra popular XIX                                              | Tordera Camí Vallmanya, 29 - c. Dr. Arana   | 41° 41′ 50″ N, 2° 42′ 43″ E / 41.697126°N,2.711936°E | IPA-35013     | Cementiri municipal (Tordera) · Vegeu més fotos d'aquest monument · Carregueu una nova foto d'aquest monument                                      |
| Casa modernista al carrer Sant Ramon, 22                 | BCIL 2004    | XX                                                            | Tordera C. Sant Ramon, 22                   | 41° 42′ 01″ N, 2° 43′ 08″ E / 41.700335°N,2.718786°E | IPA-35014     | Casa modernista al carrer Sant Ramon, 22 (Tordera) · Vegeu més fotos d'aquest monument · Carregueu una nova foto d'aquest monument                 |
| Capella Fibracolor                                       | BCIL 2004    | XX                                                            | Tordera C. de la Mare de Déu de la Mercè, 2 | 41° 41′ 36″ N, 2° 43′ 42″ E / 41.693437°N,2.728428°E | IPA-35018     | Capella Fibracolor (Tordera) · Vegeu més fotos d'aquest monument · Carregueu una nova foto d'aquest monument                                       |
| Rajoleria de Can Torrent                                 |              | Obra popular                                                  | Tordera                                     | 41° 42′ 03″ N, 2° 41′ 56″ E / 41.70093°N,2.69881°E   | IPA-41548     | Rajoleria de Can Torrent (Tordera) · Vegeu més fotos d'aquest monument · Carregueu una nova foto d'aquest monument                                 |
| Molí de Can Burgada                                      |              | Obra popular                                                  | Tordera                                     | 41° 40′ 27″ N, 2° 39′ 31″ E / 41.674206°N,2.658620°E | IPA-41549     | Carregueu una nova foto d'aquest monument |
| Molí de Can Mas                                          |              | Obra popular                                                  | Tordera                                     | 41° 39′ 18″ N, 2° 38′ 49″ E / 41.65508°N,2.64684°E   | IPA-41550     | Carregueu una nova foto d'aquest monument |
| Forn de calç de Can Pica                                 |              | Obra popular XIX-XX                                           | Tordera                                     |                                                      | IPA-41551     | Forn de calç de Can Pica (Tordera) · Vegeu més fotos d'aquest monument · Carregueu una nova foto d'aquest monument                                 |
| Molí de Can Marquès                                      |              | Obra popular                                                  | Tordera                                     |                                                      | IPA-41552     | Carregueu una nova foto d'aquest monument |
| Forn de Can Marquès                                      |              | Obra popular XIX-XX                                           | Tordera                                     |                                                      | IPA-41553     | Carregueu una nova foto d'aquest monument |
| Molí d'en Cornel                                         |              | Obra popular XIX-XX                                           | Tordera                                     |                                                      | IPA-41555     | Carregueu una nova foto d'aquest monument |

Per l'aqüeducte romà de Sant Pere de Riu i Can Cua, o aqüeducte de Pineda, vegeu la llista de monuments de Pineda de Mar.